# Jean-Paul Hameury
Jean-Paul Hameury, né le 4 août 1933 à Saint-Quay-Portrieux et mort le 12 février 2009 à Rennes, est un écrivain et poète français.

## Biographie
Professeur de lettres, il est l'auteur de plus de trente livres. À côté de nombreux recueils de poésie, publiés la plupart par Yves Prié aux éditions Folle Avoine, il a aussi écrit des essais philosophiques, des récits et des textes sur l'art.
Il meurt le 12 février 2009 à Rennes.

## Hommage
Un hommage lui est rendu en avril 2010 à Rennes.

## Publications
- Crépuscules, Folle Avoine, 2010
- La Convocation, Folle Avoine, 2009
- Errances, Folle Avoine, 2009[4]
- Des temps difficiles, Folle Avoine, 2009[4]
- Marginalia. Tome 3, Regards sur le temps présent, Folle Avoine, 2008[4]
- L'Empire, Folle Avoine, 2008[4]
- Macchab, Folle Avoine, 2007[4]
- Derniers rivages, Folle Avoine, 2004[4]
- Regards sur le temps présent, Dissidences, 2003[4]
- Marginalia. Tome 2, Illusions et mensonges, Folle Avoine, 2001[4]
- Voix dans la nuit, Folle Avoine, 2000[4]
- L'obscur, Folle Avoine, 1999[5]
- Terre de ciel, livre d'artiste avec Michèle Barange, 1999
- Balboa, Folle avoine, 1998, 2009
- Marginalia. Tome 1, L'Échec de Mallarmé, Folle Avoine, 1998[4]
- Edward Hopper. 2e édition, Folle Avoine, 1997[4]
- Requiem, Folle Avoine, 1994[4]
- Exils, Folle Avoine, 1994[4]
- Fragments, Folle Avoine, 1994[4]
- Le Gardien du feu, Wigwam éditions, 1994
- Ithaque et après, Folle Avoine, 1993[4]
- Peinture et réalité : Cézanne, de Staël, Vermeer, Folle Avoine, 1990[4]
- Le Chemin du fleuve, Folle Avoine, 1985[4]
- Chroniques, Folle Avoine, 1983 puis 1992
- Brûlant seul, La Dogana, 1982[4]
- Cette autre rive, Ipomée, 1978, rééd. par Folle Avoine en 1988[4]
- L'archipel des cendres, Subervie, 1975[5]

## Pour approfondir